# Хлысты

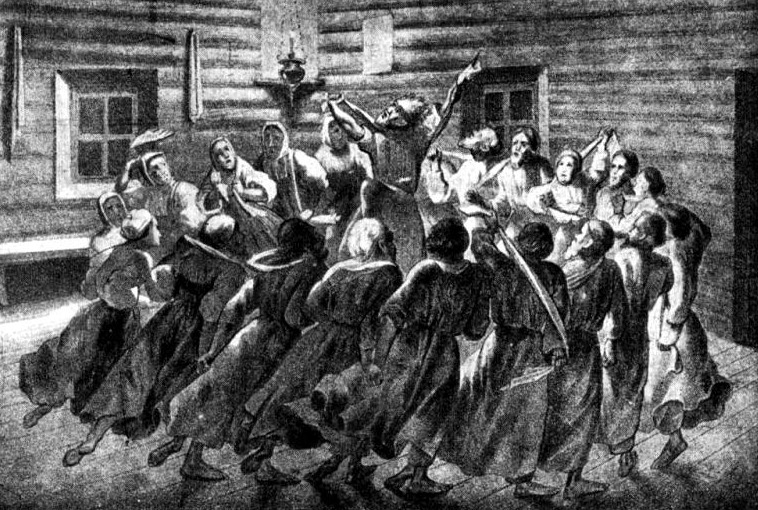
Радение хлыстов

Хлысты́, или христовове́ры, — одна из старейших русских внецерковных религиозных сект, экстатическая разновидность духовных христиан, возникшая в середине XVII века среди православных крестьян. Самоназвание — «люди Божьи», «Христова вера». В современной религиоведческой литературе как равнозначные используются термины «хлысты» («хлыстовщина») и «христововеры» («христовщина»). Наименование «хлысты» происходит от встречавшегося в их среде обряда самобичевания или от видоизменённого слова «христы», так как официальные духовные лица считали неприличным в названии секты употреблять имя Иисуса Христа.
В России имеются небольшие общины хлыстов в Тамбовской, Самарской и Оренбургской областях, Краснодарском крае и на Северном Кавказе.

## Происхождение
В вопросе о происхождении хлыстов можно выделить следующие точки зрения. Во-первых, это представление о влиянии западно-европейских протестантских мистических сект и масонства. Во-вторых, гипотеза более раннего южного влияния болгарских богомилов, а через них ещё более древнего манихейства. В-третьих, взгляд на хлыстов как русское самобытное явление, генетически связанное со славянским язычеством и эзотеризмом. Наконец, в-четвёртых, это точка зрения, также признающая самобытное происхождение хлыстов, но связывающая их с христианскими явлениями религиозной жизни XVII века: преимущественно русской православной традицией исихазма с идеей «обожения» и радикальными толками старообрядчества.

## История

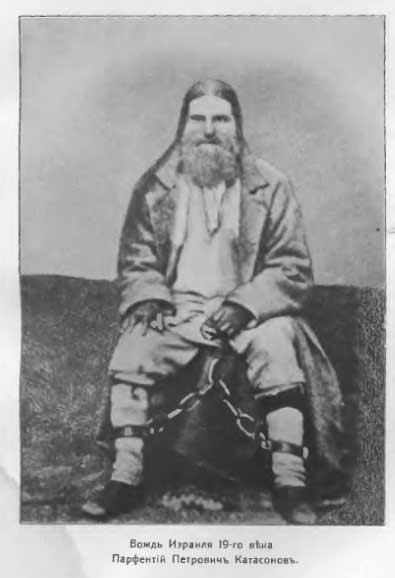
Основатель «Старого Израиля» Парфентий Петрович Катасонов

По мнению П. И. Мельникова-Печерского, хлысты существовали уже при Иване Грозном. Несмотря на то, что в песнях хлыстов есть указания на деяния их учителей ещё во времена Дмитрия Донского и Ивана Грозного, основателем секты ими же считается крестьянин Костромской губернии Данила Филиппович (Филиппов). Предание гласит, что в 1645 году в Стародубской волости Муромского уезда Владимирской губернии, в приходе Егорьевском, на горе Городина, сошёл на землю сам Господь Саваоф, вселился в плоть Данилы Филипповича и дал людям 12 новых заповедей. В дальнейшем Данила Филиппович жил в Костроме и умер на сотом году жизни 1 января 1700 года. Так как по учению хлыстов Господь Саваоф сошёл на землю лишь однажды, то преемники Данилы Филипповича были уже «христами» (помимо «христов»-преемников в каждой общине также были свои «христы»). Первым «христом» стал Иван Тимофеевич Суслов, проживавший в селе Павлов Перевоз Нижегородской губернии. Второй «христос» — Прокопий Данилович Лупкин, живший сначала в Нижнем Новгороде, а позднее в Москве. При «христах» были и «богородицы»: имя первой неизвестно, а вторую звали Акулина Ивановна. В 1716, 1721 и 1732 годах были возбуждены первые судебные дела о хлыстах. По указу императрицы Анны Иоанновны от 7 июня 1734 г. можно судить о популярности христоверия не только среди крестьянства, но и среди «разных чинов людей». В этой «ереси были многие князья, бояре, боярыни и другие разных чинов помещики и помещицы; из духовных лиц архимандриты, настоятели монастырей». Там же отмечается, что имелись целые монастыри, мужские и женские, поголовно уклонявшиеся в хлыстовщину. Существуют гипотезы о связях с хлыстами православных архиереев Досифея Ростовского и Питирима Нижегородского. В 1739 году Сенат постановил выкопать и сжечь тела Ивана Суслова и Прокопия Лупкина, ранее похороненные в Московском Ивановском женском монастыре, в котором они пользовались влиянием среди монашествующих.
Вероятно, движение хлыстов с самого начала не было жёстко централизовано, являясь своего рода ассоциацией независимых общин. Но, начиная со второй половины XVIII века в среде хлыстов появляются обособленные течения, признающие «христом» лишь своего единственного руководителя и чётко отделявшие себя от иных общин:
- Примерно в 1770 году возникла секта скопцов, первыми проповедниками которой стали Андрей Петров Блохин и Кондратий Иванович Селиванов. Влияние Селиванова проникло и в дворянскую среду: в 1817 году в петербургском Михайловском замке проходили радения «Духовного союза», созданного Екатериной Филипповной Татариновой.
- В первой четверти XIX века возникло течение «постников» во главе с тамбовским крестьянином Аввакумом Ивановичем Копыловым, который возродил авторитет Библии и усилил пищевые запреты.
- В 1830-х годах из постничества выделилось объединение «Израиль» (позднее именовавшееся «Старый Израиль»), основатель которого Перфил Петрович Катасонов реформировал хлыстовщину ограничив экстатическую обрядность и фактически узаконив брачный союз. После смерти Катасонова в 1886 году В. Ф. Мокшин и особенно его преемник Василий Семёнович Лубков создали наиболее реформированную разновидность хлыстовщины — «Новый Израиль», в котором были окончательно отменены экстатические обряды и формальные посещения православных служб[13].

## Общины
Отдельные общины хлыстов назывались «кораблями». Они понимались в качестве «внутренней», тайной церкви, в отличие от «внешних» православных церквей. Корабли были совершенно независимы друг от друга. Во главе каждого стоял «кормщик», называемый также «богом», «христом», «пророком»,
«апостолом» и т. п. Каждый «кормщик» в своем «корабле» пользовался неограниченной властью и громадным уважением. Также в общине могла быть «кормщица», которая называлась также «восприемницей», «пророчицей», «богородицей», «матушкой» и т. п.

## Вероучение
Хлысты учили, что существуют небо и земля, мир духовный и мир материальный, первый создан Богом, второй — сатаной. Небес семь. На седьмом небе обитают Святая Троица, Богородица, архангелы, ангелы и святые угодники. Что представляют собой Троица, архангелы и ангелы, хлысты не разъясняли. Возможно, что под этими названиями они подразумевали не личностей, а только нравственные свойства, различные проявления одного и того же Божественного существа.
С этим взглядом у хлыстов соединялось учение о воплощениях Божества в человеке (2Кор. 6:16), раскрываемое у них с особенной подробностью. По учению хлыстов, Бог может воплощаться в людей неопределённое количество раз, смотря по надобности и нравственному достоинству людей. В Даниле Филиппове якобы воплотился Бог Отец «Саваоф», в Суслове, Лупкине и других — Сын Божий, Христос; на многих «накатывает» Дух Святой. Воплощения Божества в человека идут непрерывно: за одним «христом» является другой. Воплощение могло совершаться путём естественной передачи «христом» своего «духа» родному сыну, но чаще достигалось через продолжительный пост, молитву и добрые дела в хлыстовском смысле.
В целом хлысты провозглашали строгий аскетизм, пищевое и половое воздержание. Человеческое тело, согласно их воззрениям, греховно и является наказанием за первородный грех. По некоторым свидетельствам, признавалось переселение душ.
Отрицались священники, святые, государство и священные книги, так как ещё Данила Филиппович собрал все книги и утопил в Волге, заповедовав верить только в Святой Дух.

## Обряды
Хлысты не признавали церковную обрядность, хотя в целях конспирации могли посещать православные церкви. Богослужения хлыстов (радения) проходили ночью и состояли в молитвах, пении, самобичевании и танце-кружении, при котором они доходили до состояния экстаза. Во время радений исполнялись собственные духовные песни, являющиеся важным источником для понимания мировоззрения хлыстов.

## Русская интеллигенция и хлысты
В начале XIX века среди высших слоёв российского общества распространилось увлечение масонством и мистицизмом, в том числе хлыстовским. Хлыстам симпатизировали масон, издатель «Сионского вестника» Александр Лабзин, художник Владимир Боровиковский и даже обер-прокурор Святейшего синода, позднее министр духовных дел и народного просвещения, председатель Библейского общества Александр Голицын. Чиновник и писатель Павел Мельников (Печерский), помимо антисектантских исследований, написал о быте хлыстов в романе «На горах». Исследователи народнического и социал-демократического толка искали в религиозных диссидентах, в том числе хлыстах, опору для борьбы с самодержавием. Философ Василий Розанов написал книгу «Апокалиптические секты: хлыстовство и скопчество» и сам участвовал в хлыстовском общем чаепитии. О своих хлыстовских годах рассказывал поэт Николай Клюев. Описание хлыстовского радения присутствует в третьей части романа Максима Горького «Жизнь Клима Самгина». Существует неподтверждённое фактами мнение о принадлежности к хлыстам Григория Распутина.

## Ответвления и близкие группы[23]
- Духоборы (XVIII в.)
- Скопцы (1765)
- Молокане (около 1765)
- Старый Израиль (начало XIX в.)
- Новый Израиль (рубеж XX в.)
- Искуплённый Израиль (около 1930) (1 тыс. членов в Оренбургской области)
- Новохристианский союз (около 1940)
- Духовный Израиль
- Постники навад
- Малёванцы
- Мормоны духовно-христианского направления (русские мормоны)
- Чемреки
- Иоанниты (киселёвцы).

## В искусстве
Упоминание хлыстов или хлыстовства имеется в следующих произведениях искусства:
- В романе «Мардона» австрийского писателя Леопольда фон Захер-Мазоха идёт повествование о предводительнице русской мистической секты, в которой соединяются черты хлыстовства и духоборчества.
- В повести Н. С. Лескова «Смех и горе».
- В романе Ф. М. Достоевского «Братья Карамазовы».
- В романе Всеволода Крестовского «Петербургские трущобы».
- В романе П. И. Мельникова-Печерского «На горах».
- В романе Д. С. Мережковского «Антихрист. Пётр и Алексей».
- В книге Романа Доброго (Романа Лукича Антропова) «Гений русского сыска И. Д. Путилин (Рассказы о его похождениях)», рассказ «Белые голуби и сизые горлицы» (начало XX века)
- В романе Максима Горького «Мать» и в повести «В людях»
- В романе Максима Горького «Жизнь Клима Самгина» («Со́рок лет») (1925—1936).
- В романе Андрея Белого «Серебряный голубь».
- В романе Пимена Карпова «Пламень».
- Книга стихов К. Д. Бальмонта «Зеленый вертоград. Слова поцелуйные» (1909) представляет собой стилизацию под песенный фольклор хлыстов.
- В работе Н. А. Бердяева «Судьба России»
- В поэзии Н. А. Клюева.
- В стихотворении В. В. Маяковского «Надо бороться».
- В романе Анатолия Иванова «Тени исчезают в полдень».
- В романе Валентина Пикуля «Слово и дело».
- В романе грузинского писателя Чабуа Амирэджиби «Дата Туташхиа». Хлысты зарезали корову соседа, что послужило очередным примером зависти людей.
- В творчестве Марины Цветаевой: «Хлыстовки»; цикл «Ахматовой» («Как поставят тебя леса Богородицей хлыстовскою»).
- В телесериале «Жизнь Клима Самгина» (1988).
- В песне «Красный петух» российской рок-группы «Агата Кристи».
- В песне «The Khlysti Evangelist» шведской симфоник-метал-группы «Therion».
- В романе «Сети желаний» Сергея Пономаренко.
- В 5 серии 3 сезона сериала «Острые козырьки».